# Soljani
Soljani er en kroatisk landsby i Cvelferija i den sydligste del af provinsen Vukovar-Srijem. Ved folketællingen i 2001 havde landsbyen 1.554 indbyggere.
Det blev først nævnt i 1329 som "Sauly, Sali posessio", og siden er landsbyens navn blevet forbundet med ordet "salt" (Sol betyder salt på kroatisk). Under det romerske imperium blev landsbyen indtegnet på landkort som Saldis. En af de vigtigste romerske veje, der fører til Sirmium (Sremska Mitrovica) gik via Saldis.
Landsbyen største udvikling var i det 18. og det 19. århundrede, da slovakkerne fra Vojvodina og Slovakiet bosatte sig der. I dag er deres efterkommere det største mindretal i landsbyen.
44°57′01″N 18°58′13″Ø / 44.9503°N 18.9703°Ø